# 골루바츠

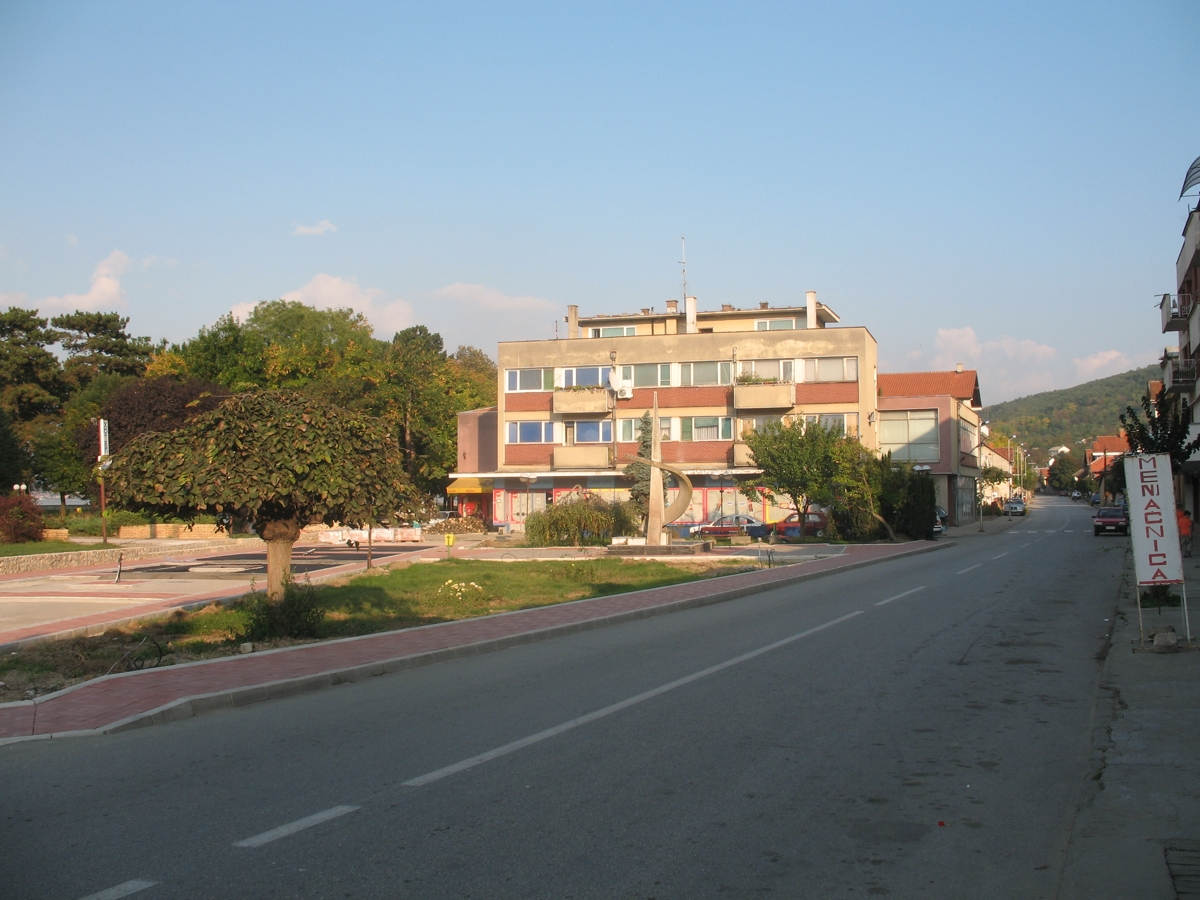
골루바츠 시가지

골루바츠(세르비아어: Голубац / Golubac, 루마니아어: Golubăţ 골루버츠[*], 헝가리어: Galambóc 걸럼보츠[*], 독일어: Taubenberg 타우엔베르크[*], 튀르키예어: Güvercinlik 귀베르진리크[*])는 세르비아 브라니체보구에 위치한 도시로 면적은 368km2, 높이는 72m, 인구는 8,161명(2011년 기준)이다. 도시 이름은 세르비아어로 "비둘기"라는 뜻을 가진 '골루브'(Golub)에서 파생된 이름이다.
다뉴브강 우안과 접하며 동쪽으로는 루마니아와 국경을 접한다. 도나우 강의 철문 협곡, 고고학 유적과 인접한 도시로서 낚시, 요트 항해로 유명한 관광지이기도 하다.

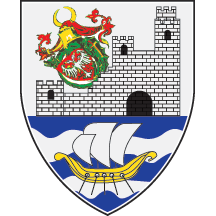
시 문장